# 詹子瑜
詹子瑜（1993年8月24日—），台灣女混血模特兒、網絡紅人。

## 簡介
詹子瑜成長於台灣雲林縣，父親是俄羅斯和烏克蘭混血，母親是台灣人。
詹子瑜因覺得朋友從事外拍的收入不錯而順勢成為外拍模特兒，她在拍攝的同時也積極經營社媒平台，逐漸積累一定粉絲人氣，並收到《國光幫幫忙》邀約錄製節目，因身材受到關注，被媒體稱為「國光之最強胸」，亦有網友以「不科學的娜美身材」形容之。詹還是17LIVE簽約主播，也有參與地下樂團活動。

## 外部連結
- 詹子瑜的Facebook專頁
- 詹子瑜的Twitch频道
- YouTube上的子瑜小惡魔頻道
- 詹子瑜的Instagram帳戶
- 詹子瑜的X（前Twitter）
- 詹子瑜Edana--17Live （页面存档备份，存于）